# Lethrus kentauensis
Lethrus kentauensis es una especie de coleóptero de la familia Geotrupidae.

## Distribución geográfica
Habita en Asia Central.